# Metanoea euphorion
Metanoea euphorion là một loài Trichoptera trong họ Limnephilidae. Chúng phân bố ở miền Cổ bắc.